# 케스티 모라시
케스티 모라시(Kestie Morassi, 1978년 1월 1일 ~ )는 오스트레일리아의 배우, 영화배우이다.
애들레이드에서 태어났다.

## 방송
- 콜걸의 방

## 영화
- 웨딩 파티 (2010년)
- 블레임 (2010년)
- 콜걸의 방 시즌 2 (2008년) - 나탈리 역
- 싸인스 (2008년)
- 콜걸의 방 시즌 1 (2007년) - 나탈리 역
- 런닝 걸 (2007년)
- 일러스트레이티드 패밀리 닥터 (2005년) - 제니퍼 역
- 울프 크릭 (2005년) - 크리스티 얼 역
- 벼락 맞다 (2004년)
- 어둠의 저주 (2003년)
- 더러운 짓거리 (2002년) - 마가렛 역